# Vapenkniv
Vapenkniv är en nutida arkeologisk term som betecknar en typ av vikingatida eggvapen. I äldre litteratur kallas de ofta huggknivar (från tyskans Hiebmesser). Vapenknivar har främst återfunnits i rikare mansgravar i Östskandinavien. 
En typisk vapenkniv är mellan 30 och 50 cm lång (skaft/skafttånge inberäknad) och bladet är mellan 2 och 3 cm brett och liknar i sin grundform en mycket långbladig morakniv. Till skillnad från mer moderna knivar saknas dock en avsatt eggfas - i tvärsnitt är bladet alltså att likna vid en likbent triangel med bladryggen som bas. Den senare är i allmänhet ca 1 cm bred närmast skaftet/skafttången. Skaften var vanligen av trä och i många fall avslutades de av en skaftändplatta av kopparlegering
Vapenknivar deponerades ofta, men inte alltid, i rikt ornerade läderslidor med beslag i kopparlegering. Dessa beslag består i generellt av en doppsko, ett större antal U-formiga kantbeslag samt en större, dubbelvikt slutplåt vid slidans mynning. Vid slidan var även 2 eller flera gjutna bärringar fästade. De senare tjänade som fästpunkter när slidan monterades vid ett bälte. Fynd och samtida avbildningar visar att vapenknivar i stor utsträckning bars vågrätt hängande med eggen uppåt. Vapenknivslidor har ofta en uttalad "visningssida", dvs. en mer dekorerad sida som var avsedd att bäras utåt. I många fall har dessutom beslagen belagts med vitmetall.
En egenhet hos vapenknivslidor - och även hos många andra samtida knivslidor - är att knivskaftet i stort sett täcktes av slidans överkant när kniven bars i den. Detta har fått vissa forskare att dra slutsatser om att vapenknivar inte primärt var vapen utan snarare ett slags ämbets-/statusinsignia eller ett jaktredskap. Detta då en kniv som sitter så djupt i sin slida skulle vara svår att dra till exempel i strid. Något som skulle kunna tala emot denna slutsats är förekomsten av fragmentariska öglor på vissa bevarade skaftändplattor. En tänkbar tolkning är att dessa öglor tjänade som fästpunkt för någon form av handlovsrem e.likn. På moderna rekonstruktioner har sådana remmar visat sig öka knivarnas "dragbarhet" högst betydligt.